# Castrocalbón
Castrocalbón è un comune spagnolo di 1 363 abitanti situato nella comunità autonoma di Castiglia e León.